# حلزونية مغناطيسية
تُعرف حلزونية أي مجال اتجاهي أملس مُعرف داخل نطاق معين من الفراغ ثلاثي الأبعاد (R^3) بأنها الكمية القياسية التي تستخدم في قياس مدى التفاف وتشابك خطوط هذا المجال حول بعضها.[1] وفي سياق الحلزونية المغناطيسية، فإن المجال الخاضع للدراسة هنا هو المجال المغناطيسي. ويعد هذا المصطلح تعميمًا للمفهوم الطبولوجي الذي يعرف بـ«أعداد التشابك»، وذلك حتى يشمل الكميات التفاضلية اللازمة لوصف المجال المغناطيسي. وكما جرت العادة في الكثير من الكميات المتعلقة بالقوة الكهرومغناطيسية، فإن الحلزونية المغناطيسية (والتي تصف خطوط المجال مغناطيسي) تتشابه إلى حد كبير بمفهوم حلزونية ميكانيكا الموائع (والتي تصف خطوط سريان الموائع).
وإذا ما التفت وتشابكت خطوط المجال المغناطيسي بصورة مشابهة للتفاف خيوط الحبال المعقودة حول بعضها، فإن قيمة الحلزونية المغناطيسية في هذه الحالة لا تساوي صفر؛ حيث أن الحبال المتواجدة على الجانب الأيسر ترتبط بقيم موجبة، والحبال المتواجدة على الجانب الأيمن ترتبط بقيم سالبة.
وتعرف الحلزونية رياضيًا بالصيغة الآتية:
{\displaystyle H=\int {\mathbf {A} }\cdot {\mathbf {B} }\,d^{3}{\mathbf {r} }}
حيث أن:
H هي حلزونية المجال المغناطيسي بأكلمه
B هي شدة المجال المغناطيسي
A هو متجه الوضع الخاص بالمجال B، حيث أن B= ∇ ×A
{\displaystyle d^{3}{\mathbf {r} }} هو جزء تفاضلي (متناهي الصغر) من الفراغ الواقع تحت عملية التكامل.
ووحدة قياس الحلزونية المغناطيسية في نظام الـوحدات الدولية (SI) هي Wb2 (ويبر تربيع)، و Mx2 (ماكسويل تربيع) في نظام وحدات جاوس.
وهي تعتبر كمية محافظة في حالة الأنظمة المغناطيسية الهيدروديناميكية المثالية (أي في حالة عدم وجود أي مقاومة تعيق مرور التيار المغناطيسي). ولا تزال محافظة بصفة تقريبية حتى مع وجود مقاومة صغيرة، وفي تلك الحالة فإن آلية إعادة الاتصال المغناطيسي هي التي تتسبب في تبديد الطاقة ]بحاجة لمصدر[ ويلعب هذا المفهوم دورًا مفيدًا في علم الديناميكا الشمسية ونظرية الدينامو.

وتعد الحلزونية المغناطيسية كمية معتمدة على المقياس، حيث أنه يمكن إعادة تعريف المتجه A إذا أضفنا إليه مؤثر التدرج (والذي يعد نوعًا من التحويلات المقياسية). ولكن في حالة وجود حواجز فائقة التوصيل، أو في حالة الأنظمة الدورية التي تساوي محصلة الفيض المغناطيسي فيها صفر، يمكن اعتبار الحلزونية المغناطيسية غير معتمدة على المقياس. ومن هنا يمكن تعريف مفهوم الحلزونية النسبية التي لا تعتمد على المقياس في الحالات التي تكون فيها محصلة الفيض المغناطيسي لا تساوي صفر. وإذا كان المجال المغناطيسي مضطربًا وغير متجانس، فمن الممكن تعريف الحلزونية المغناطيسية والفيض المغناطيسي المقترن بها بدلالة كثافة خطوط الفيض المغناطيسي.